# Wartburg-Wasserleitung

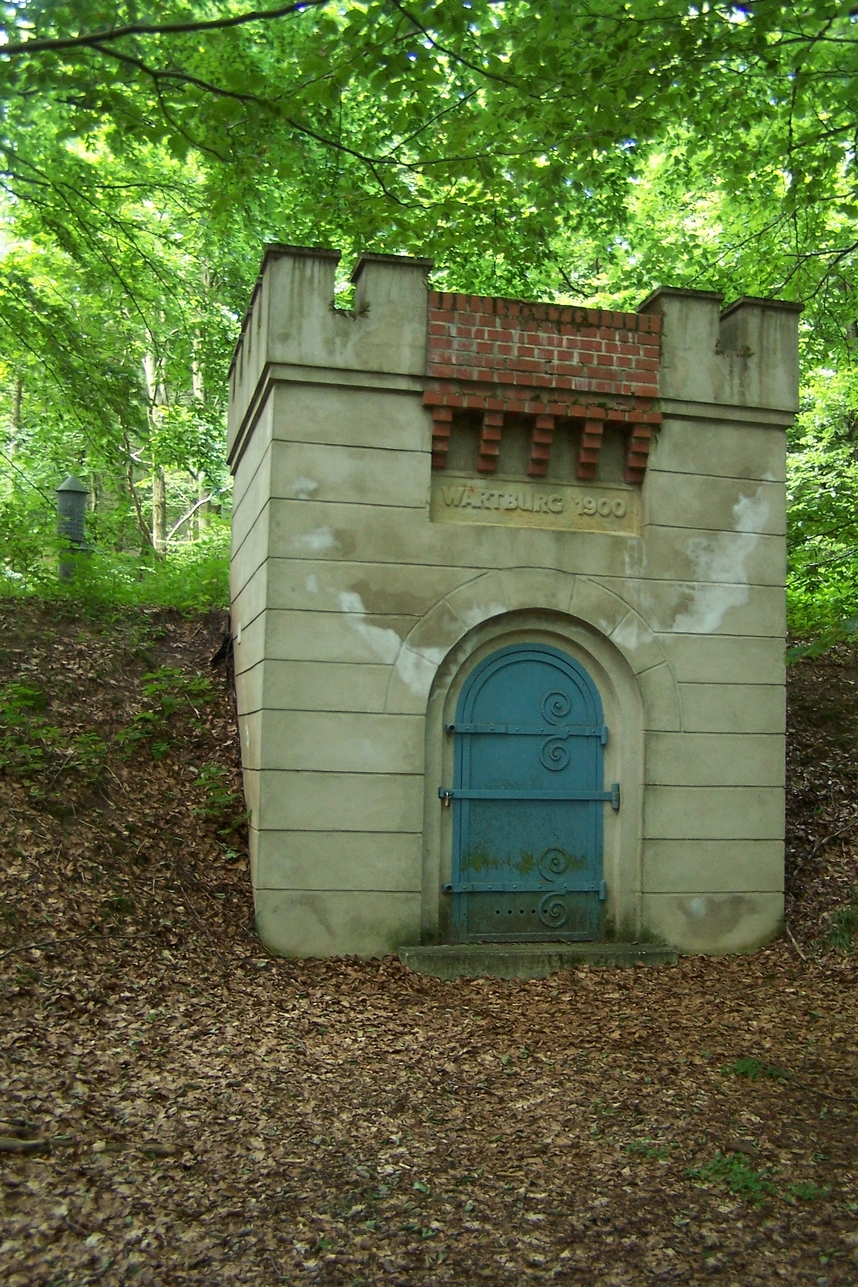
Hochbehälter am Rennsteig, nahe der Hohen Sonne, erbaut im Jahr 1900.

Die Wartburg-Wasserleitung ist eine im Jahr 1886 erbaute Rohrleitung und diente vordringlich zur Trinkwasserversorgung der Wartburg, seit den 1940er Jahren wurden auch Teile der Eisenacher Südstadt mit diesem Wasser versorgt.

## Verlauf
Die Wartburg-Wasserleitung verbindet Quellgebiete am westlichen Stadtrand von Ruhla –
die Granitquelle (601 m ü. NN), die Meininger Quelle (595 m ü. NN) und die Stollenquelle (585 m ü. NN) im Ruhlaer Ottowald und im Bärenbachtal über eine etwa 24 km lange Rohrleitung mit dem Sammelbehälter im Bergfried der Wartburg  (425 m ü. NN). Auf Grund dieses Höhenunterschiedes kommt dieses Leitungssystem ohne Pumpstationen aus. Im Trassenverlauf finden sich mehrere Entlüftungsstationen, so auch der Jubelhainsborn. Die Leitungstrasse führt wegen der topographischen Gegebenheiten am Rennsteig nicht auf kürzestem Weg zur Wartburg, sondern muss etwa 15 km Umwege in Kauf nehmen. Die Jagdschlösser Hohe Sonne und Wilhelmsthal erhielten zeitgleich Anschluss an diese Versorgungsleitung. Im Abschnitt Hohe Sonne – Forsthaus Sängerwiese verläuft die Leitung entlang einer Forststraße dicht westlich der Drachenschlucht, auch vorbei an den Knöpfelsteichen.

## Geschichte

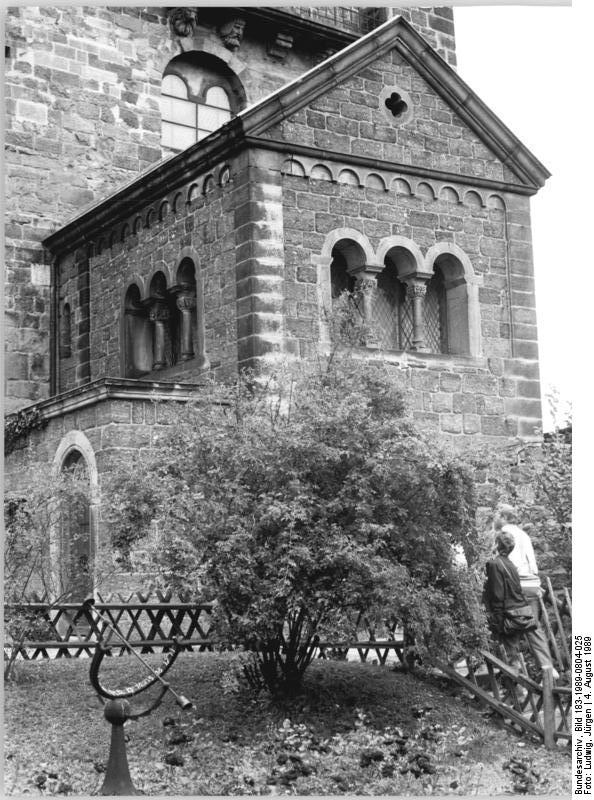
Das erst 1889 erbaute „Ritterbad“ der Wartburg

Während der Restaurierungsarbeiten an der Wartburg, die auch die Schaffung komfortabler Wohn- und Repräsentationsräume der Herzogsfamilie beinhalteten, wurde die Problematik der Wasserzuführung mehrfach erörtert. In einem Brief an den leitenden Architekten Hugo von Ritgen bemerkt Carl Alexander von Sachsen-Weimar-Eisenach am 9. Mai 1884:

„Zwei Projecte sind bezüglich dieser Frage vorhanden: eins – von H. Bornemann – durch eine am oberen Hahnteich zu bauende Dampfmaschine das Wasser aus genannten Teichen zu der Burg zu heben. Das andere von Oberjägermeister von Strauch – das Wasser von dem Ottowald über den Rennstieg zur Burg führen. Ich weiß noch nicht, was beide kosten sollen …“

Dass hierbei die Baukosten einer Wasserleitung nach Ruhla schließlich eine untergeordnete Rolle spielen würden, war auch das Ergebnis der etwa zeitgleich von der Stadtverwaltung Eisenach in Auftrag gegebenen Bestandsanalyse der Eisenacher Trinkwasserbrunnen und Quellgebiete. Nach diesen Analysen war die Wasserqualität der im Rotliegenden Gestein entspringenden Quellen „durch Mengen salpetersaurer Salze und organischer Substanzen stark (beeinträchtigt), was den Genuß ungesund und ekelerregend machte …“.
Das Wachstum der Stadt  hatte seit den 1860er Jahren wegen des steigenden Bedarfs an Trink- und Brauchwasser permanenten Wassermangel zur Folge, der durch die Verlustmengen der in unzulänglichem Zustand befindlichen Röhrenfahrten noch verstärkt wurde. So entstanden verschiedene Projekte, neue Wege bei der Trinkwasserversorgung zu gehen und das Trinkwasser über Fernleitungen in die Stadt zu führen. Nachteilig für die Wartburg war ihre exponierte Lage über der Stadt, für ihre Versorgung hätte dann eigens ein kostspieliges Hebewerk geschaffen werden müssen, was auch im Bornemannschen Projekt vorgesehen war.
Die Eröffnung des ersten zentralen Trinkwasserversorgungssystems in Eisenach erfolgte am 1. Dezember 1874. Zu diesem Zeitpunkt waren zunächst 1200 Grundstücke angeschlossen. Das Wasser wurde mit einer gusseisernen Rohrleitung aus einem Brunnenfeld im mittleren Erbstromtal, südlich von Farnroda bezogen. Nachdem sich die Betriebssicherheit über einen Beobachtungszeitraum von zehn Jahren herausgestellt hatte und weitere Vorteile der Fernleitung erkennbar wurden, war die Entscheidung zu Gunsten einer Fernleitung in das Ruhlaer Quellgebiet gefallen.
Der neue Bergfried wurde bereits 1853 bis 1859 erbaut, im sechsten Turmgeschoss wurde 1886 ein 35 m³ fassender und aus vorgefertigten Blechen zusammengenieteter Wassertank eingebaut, der als Hochbehälter das ankommende Wasser sammelt und über entsprechende Abflussleitungen im Burggelände verteilt. Beim Bau dieser Rohrleitungsnetze wurde zum einen großen Wert auf eine möglichst verdeckte Verlegung gelegt, andererseits musste sichergestellt werden, dass die Leitungen auch im Winter nicht durch Frost beschädigt werden dürfen. Zum Personal der Wartburg gehörte ab 1897 ein eigens bestallter „Wassermeister“.

## Gegenwärtige Situation
Die Kosten für die laufende Wartung und Instandsetzung der inzwischen 125 Jahre alten Leitungsrohre haben in den letzten zehn Jahren enorm zugenommen, ein Ersatz der verschlissenen gusseisernen Rohre ist daher unvermeidbar. Begonnen wurde bei den Zuführungsleitungen im Bereich Ruhla. Im Jahre 2008 wurde ein Teilstück von 650 m Länge und 2009 wurden 250 m Doppel- und 400 m Einzelleitung gewechselt.
Im April 2010 wurden die Arbeiten planmäßig mit einem etwa 5 km langen Rohrleitungsabschnitt zwischen Wartburg und Hoher Sonne abgeschlossen, hierzu erhielt die Wartburg-Stiftung als Bauherr im Juli 2009 einen Fördermittelbescheid vom damaligen Bundesminister Wolfgang Tiefensee.

## Rückblick – Trinkwasserversorgung im Mittelalter

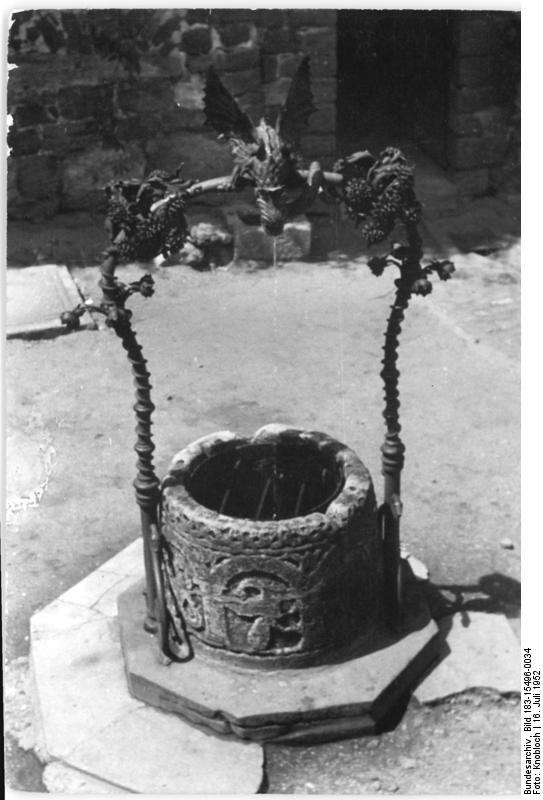
Zierbrunnen im vorderen Burghof

Obwohl sich im Nahbereich der Wartburg einige Quellen und Bäche befinden, war die Trinkwasserversorgung der Burg auch in Friedenszeiten stets problematisch.
Innerhalb der Burgmauern findet sich eine große Zisterne, die das Niederschlagswasser im hinteren Burghof nutzbar machte, aber für den gewöhnlichen Bedarf nicht ausreichte. Der Burgbrunnen im vorderen Teil der Burg ist bloßer Zierrat und eine romantische Zutat des 19. Jahrhunderts.
Bereits in der Gründungszeit der Burg musste das Wasser mühsam mithilfe von Eseln auf den Berg geschafft werden, um es dann in Fässern zu lagern oder in der Zisterne anzusammeln. Die hierzu hauptsächlich genutzten Quellen waren der Elisabethbrunnen – eine spärlich fließende Schichtquelle etwa 60 Höhenmeter unterhalb der Burg am Nordhang, der über die Kniebreche zu erreichende Haintalsborn – nahe der Reutervilla, etwa 140 Höhenmeter unter der Burg sowie die Quellen der Silbergräben, etwa 100 Höhenmeter unter der Burg im westlichen Steilhang des Burgberges. Noch um 1830 wurden hierfür zwei Esel als Lasttiere unterhalten.
Zudem konnte man große Mengen an Wasser einsparen, indem beispielsweise das Tränken und Unterbringen der Reit- und Zugtiere an entsprechenden Tränkplätzen außerhalb der Burg erfolgen musste – darauf verweisen auch die am Burgberg vorkommenden Flurnamen „Gulanger“ am Hainteich und „Viehburg“ oberhalb der Silbergräben.
Bei den monatelangen Kämpfen um die Wartburg 1307–1308 versuchten die Belagerer vom Gebiet der Eisenacher Burg aus, die Zisterne im hinteren Burghof unbrauchbar zu machen, indem man mit einer Blide Steine und später auch Tierkadaver in Richtung dieses Zieles schleuderte.

## Die Zisterne

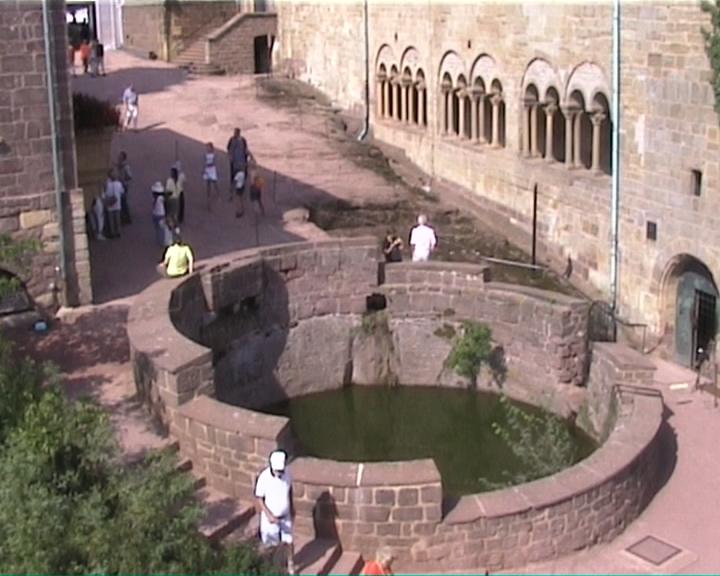
Blick von Süden in die Zisterne

Der heutige Eindruck der Zisterne im hinteren Burghof entspricht nicht mehr dem Zustand zu Anfang des 19. Jahrhunderts. Während dieses Bauwerk heute fast den ganzen Hofraum zwischen dem Palas und dem Gadem beherrscht, findet man auf Darstellungen aus der Zeit vor der Restaurierung am gleichen Platz nur ein bescheidenes Gebäude. Mitte des 19. Jahrhunderts wurde dieser Teil des Burghofes auf der Suche nach Bauresten aus der Frühzeit der Burg bis auf den anstehenden Fels freigelegt und damit gleichzeitig der Filterkörper der Zisterne zerstört. Ritgen erwähnt dies in seinem 1860 publizierten Führer mit Bedauern und ergänzt bauliche Details. Die Zisterne war kreisförmig in den anstehenden Fels eingetieft worden, sie besaß in ihrem Zentrum einen zylindrisch aufgemauertem Brunnenschacht. Der so entstandenen Zwischenraum war mit Steinen und Sand ausgefüllt, in den das zugeführte Wasser zur Reinigung eingeleitet wurde. Der Schacht besaß eine Tiefe von 36 Fuß, sein Durchmesser betrug drei Fuß. Zum Fördern des Wassers wurde eine Haspel benutzt. Rechnungen für Reparaturen und Bauarbeiten an der Zisterne belegen deren Nutzung für die Jahre 1523, 1529 und 1536, auch verbesserte man die Anlage durch den Bau einer Bretterverschalung als Wetterschutz.  Zur Sicherung der nun beständig mit Regenwasser angefüllten Vertiefung errichtete man eine abgetreppte Brüstungsmauer mit seitlich eingefügter Pforte für Reinigungsarbeiten.